# Дятлово (Гродненска област)
Дятлово (на беларуски: Дзятлава; на руски: Дятлово) е град в Беларус, административен център на Дятловски район, Гродненска област. Населението на града е 7624 души (по приблизителна оценка от 1 януари 2018 г.).

## История
За пръв път селището е споменато през 1498 година.